# Purple Giraffe
Purple Giraffe (Dansk: "Lilla Giraf") er den anden episode i den første sæson af succes-serien How I Met Your Mother, som havde premiere den 26. september 2005.

## Plot

### Ted og Robin
Efter at have givet op på Robin Scherbatsky, møder Ted Mosby hende dog siddende og snakke sammen Lily Aldrin, som rendte ind i Robin tidligere på aftenen. Efter at have udvekslet korte hilsner, går Robin og Ted indser, at han stadigvæk er forelsket i hende. Til dette siger Lily dog, at Robin tidligere havde sagt ril hende, at Ted var en charmerende, sød fyr, men at han ledte efter noget mere seriøst ende hende, som var lidt mere overfladisk i det. Ted mener, at han godt kan være overfladisk, for at få hende. Ted indser bare, at hvis han spørger hende ud er han seriøs. Så han bliver nødt til at finde en overfladisk måde at spørge hende ud.
Da Ted ser kanalen Metro News One den anden dag, får han øje på Robin, som fortæller om en lille dreng, som ikke kunne få en lilla giraf i en legetøjmaskine, og som derefter var kravlet ind i den, på 75 og Columbus. Ted løber derhen for at møde Robin, og der spørger han, om hun vil med til en fest, som han holder om aftenen. Til det svarer hun ja.
Ved festen den aften, forklarer Ted til Lily, Marshall Eriksen og Barney Stinson, at når Robin kommer, vil han tage hende med op på taget, som er rigtig romantisk, men efter at festen har været i gang i et stykke tid, tager Barney en pige med op på taget, hvilket Ted ikke billiger. Han siger, at Robin snart møder op, men hun møder slet ikke op. Den anden dag undskylder Robin med, at hun blev nødt til at arbejde og hun spørger, om det kunne være, at festen har udviklet sig til en to-dages-fest. Det svarer Ted ja til, og Robin siger, at hun nok skal møde op den aften.
Til den anden fest reserverer Ted igen taget, men den aften tager Marshall og Lily derop, og Robin møder stadig ikke op. Den næste dag undskylder Robin igen mange gange for, at hun ikke mødte op, men Ted siger, at det er fint nok, da festen har udviklet sig til en tre-dages-fest og Robin lover at hun nok skal møde op til den fest.
Den tredje fest bliver holdt på en søndag, så ikke særlig mange møder op. Her bliver Marshall frygtelig irriteret på Ted, over at han bruger hans jurabog som ølbrik, og han råber, at nu kan det være nok, at Ted holder tre fester for en pige, som ikke engang har tænkt sig at møde op. Men da opdager både Ted og Marshall, at Robin lige er kommet og står sammen med Lily, hvor hun har hørt det hele. På grund af den akavede situation, forlader Marshall og Lily hurtigt Ted og Robin. Robin spørger, om det kunne være rigtigt, at Ted holdt alle festerne for hende, og Ted svarer, at det var rigtigt, for han ville gerne sætte Robin op med en fyr ved navn Carlos, som Barney skubber hen til ham. Senere på aftenen kravler Carlos og Robin op på taget, og Ted siger, at han ikke tænkt sig at gøre noget ved det. Det er jo et spil, og han bliver bare nødt til at spille med. Ted kravler dog alligevel op på taget, hvor han spørger Carlos, om han vil give ham og Robin et minut. Det svarer han ja til, og da han har forladt dem, forklarer Ted sandheden om festerne til Robin. Han spørger om de kan være venner, og Robin siger, at det vil være svært, da han måske altid vil have følelser for hende, men derefter kysser de, men Robin stopper dog hurtigt kysset, hvorefter Ted spørger om hun ikke vil ned til baren og have en øl sammen med de andre. De beslutter at være venner og har en hyggelig aften sammen med Lily, Marshall og Barney.

### Marshall og Lily
Efter Lily fornylig er blevet forlovet er hun blevet ekstra "kærlig" og begynder, at forstyrre Marshall, som skal skrive en juraopgave, med om han ikke vil have sex. Han giver efter, men om søndagen bliver han irriteret på Ted, som holder endnu en fest, som vil forstyrre ham i at lave sin opgave. Herefter får han også Ted og Lily til at sværge, at de ikke vil have sex med ham.
Ved festen begynder Marshall at flippe ud, da han ikke kan finde sin bog, og bliver derefter rigtig sur, da han opdager, at Ted har brugt den som ølbrik, hvilket får ham til at sige hvorfor Ted holdt de tre feste. Senere da de alle tager en øl nede på baren, spørger Ted, om ham ikke havde en opgave, han skulle have lavet. Til det svarer han, at han vil hælde et par øl ned, og derefter vil han tage hjem og skrive et 12-tal, men senere fik han dog kun et 7-tal.

## Skuespillere
Her er en liste over alle medvirkende personer i denne episode inklusiv de fem hovedpersoner:
| Rolle                    | Skuespiller         |
| ------------------------ | ------------------- |
| Ted Mosby                | Josh Radnor         |
| Marshall Eriksen         | Jason Segel         |
| Robin Scherbatsky        | Cobie Smulders      |
| Barney Stinson           | Neil Patrick Harris |
| Lily Aldrinl             | Alyson Hannigan     |
| Arbejder-Med-Carlos-Pige | Beth Riesgraf       |
| Carlos                   | John Bernthal       |
| Datter                   | Lyndsey Fonseca     |
| Søn                      | David Henrie        |
| Lille dreng              | Jae Head            |

## Andre hjælpende personer
Purple Giraffe er skrevet af duoen Carter Bays og Craig Thomas og den er instrueret af Pamela Fryman
| Job         | Person                   |
| ----------- | ------------------------ |
| Forfatter   | Carter Bays Craig Thomas |
| Instruktørl | Pamela Fryman            |
| Musik       | John Swihart             |
| Redaktør    | Susan Federman           |
| Caster      | Megan Branman            |

## Musik
Titelsang: "Hey Beautiful" af The Solids
- "Haven't We Met?" af Stephen Lang